# غريغوري غاديبوا
غريغوري غاديبوا (بالفرنسية: Grégory Gadebois)‏
```
(و. 
1976
 – 
م
)
[
2
]
 هو 
ممثل
، 
وممثل مسرحي
، 
وممثل أفلام
 من 
فرنسا
 .
[
3
]
```

## التعليم
تعلم في المعهد الوطني العالي للفنون الدرامية ‏

## روابط خارجية
- غريغوري غاديبوا على موقع IMDb (الإنجليزية)
- غريغوري غاديبوا على موقع قاعدة بيانات الأفلام العربية
- غريغوري غاديبوا على موقع ألو سيني (الفرنسية)
- غريغوري غاديبوا على موقع ميوزك برينز (الإنجليزية)
- غريغوري غاديبوا على موقع أول موفي (الإنجليزية)
- غريغوري غاديبوا على موقع قاعدة بيانات الأفلام السويدية (السويدية)
- غريغوري غاديبوا على موقع قاعدة بيانات الفيلم (الإنجليزية)
- غريغوري غاديبوا على موقع كينوبويسك (الروسية)